# Économie de l'Albanie
L'économie de l'Albanie est une économie en transition, mais reste l'un des pays les plus pauvres de l'Europe. Son histoire a été profondément marquée par les quarante-cinq années d'autoritarisme et par l'autarcie imposée par Enver Hoxha qui s'est maintenue jusqu'en 1991 et qui donnait l'importance principale au secteur primaire, sans favoriser l'agriculture. 
Environ 20 % des habitants vivent en dessous du seuil de pauvreté. Près de 40 % de sa population active travaillent dans le secteur de l'agriculture, et un cinquième des actifs travaillent à l'étranger. Près d'un tiers de la population est partie du pays depuis 1991. Officiellement, le chômage s'élève à 14 % ; il est plus important pour les hommes que les femmes. L'emploi informel est important. 
Le salaire minimum est en janvier 2017 de 155 euros par mois, le plus faible d'Europe.
La monnaie nationale est le lek, dont la parité fluctue entre 100 et 130 leke pour un euro selon les taux de change.

## Histoire

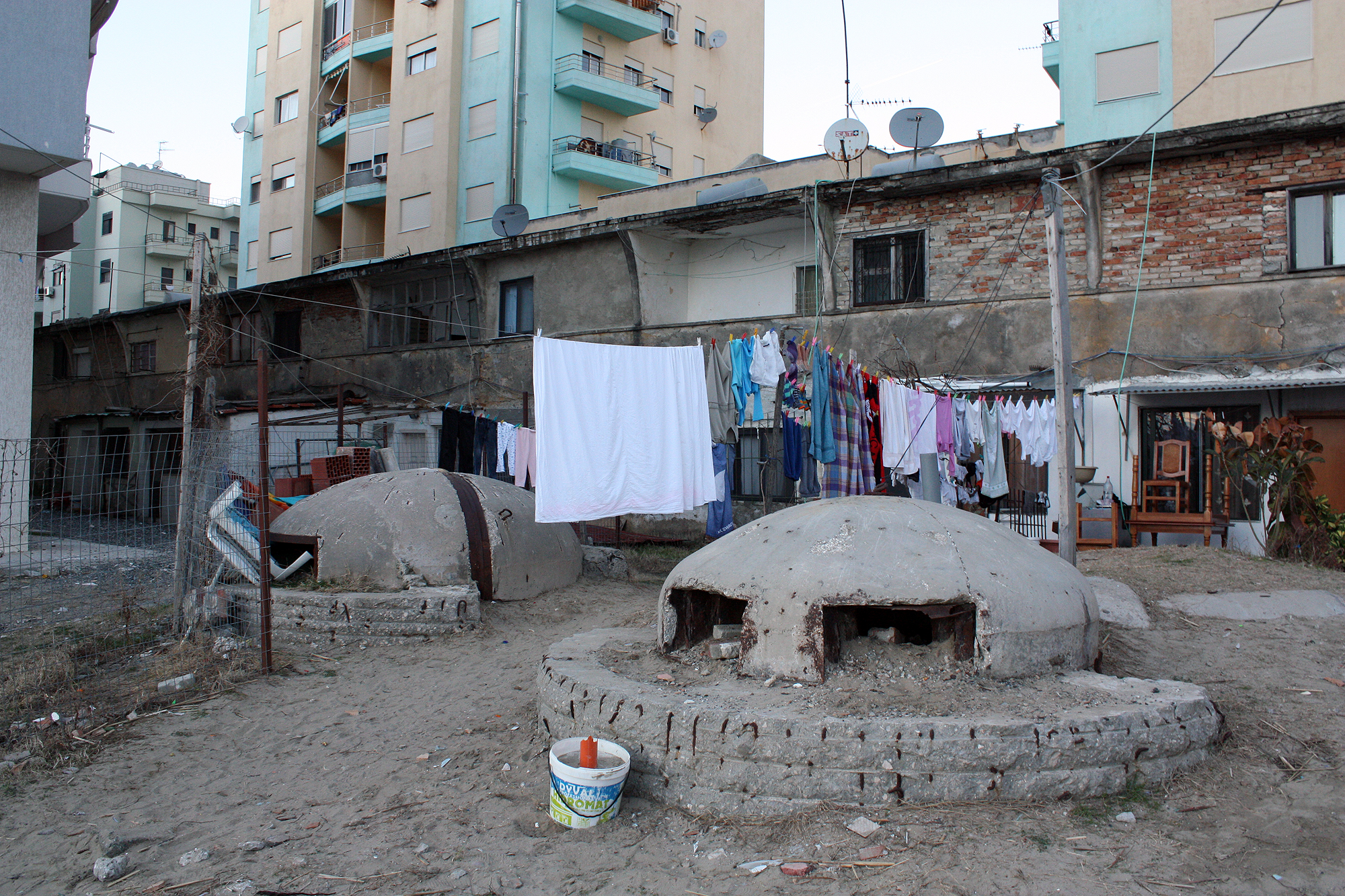
Les nombreux bunkers, symboles de l'isolement de la période communiste, et les immeubles dégradés à côté d'autres plus récents, à Durrës en 2011.

### Économie communiste
En 1946, l'Albanie met en place une économie socialiste. Son histoire a été profondément marquée par les quarante-cinq années de régime communiste, autoritaire et autarcique mis en place par Enver Hoxha et qui s'est maintenu jusqu'en 1991. L'isolement de la période communiste a eu des conséquences importantes sur l'économie. La politique économique durant cette période est basé sur le développement de l'industrie lourde et de l'extraction de matière première, dans un pays très agricole. Si dans un premier temps, l'Albanie reçoit de l'aide pour se développer dans ces secteurs de pays du Bloc de l'Est, son isolement croissant bloque cette aide et induit une crise économique et sociale importante, allant jusqu'à des restrictions alimentaires à la fin des années 80. Il est estimé que le conservatisme d'Hoxha fut assez négatif sur l'économie qui stagna fortement : à la sortie du communisme, comme avant la Seconde Guerre mondiale, le pays est considéré comme l'un des plus pauvres d'Europe, la CIA y décela même des modèles de production qui datent du début du siècle.

### Transition économique
La transition politique et économique démarré en 1990-1991 a été chaotique, violente, avec de nombreuses destructions,,, marqués par des grèves, une instabilité politique.  Le chômage passe à 26,5 %, la production industrielle chute de 60 %, le déficit public atteint 60 % du PIB durant le premier semestre 1992 et l'inflation a atteint 170 % au même moment, avec une dépréciation du lek.
À partir de 1992, une thérapie de choc et une politique de stabilisation macro-économique est mise en place, avec une rigueur monétaire et un programme de libéralisation et de privatisation, qui est en grande partie mis en place en 1995,. À cause de cette politique qui supprime certaines subventions et ouvre le pays aux produits extérieurs, un grand nombre d'entreprises non performantes ferment leur activité. Cette politique permet la stabilisation macro-économique du pays en termes de dette, de déficit, de taux de change et d'inflation,.
|                   | 1990   | 1991    | 1992    | 1993   | 1994   | 1995   |
| ----------------- | ------ | ------- | ------- | ------ | ------ | ------ |
| Croissance du PIB | - 10 % | - 28 %  | - 7,2 % | 9,6 %  | 9,4 %  | 8 %    |
| Inflation         | 0      | 104,1 % | 236,6 % | 30;9 % | 15,8 % | 5 %    |
| Chômage           | 15 %   | 14 %    | 39,4 %  | 30,1 % | 26,1 % | 19,1 % |

Entre 1991 et 1993, le pays connait une très importante réforme agraire, qui permet la distribution des terres détenues par les coopératives à des petits propriétaires, induisant une fragmentation de la propriété agraire. La superficie moyenne des exploitations agricoles passe de 1 060 hectares à 1,1 hectare. Cette décollectivisation se réalise en partie en dehors d'un cadre légal ou d'un marché, mais davantage par dans un cadre informel et familial. Elle induit pourtant rapidement une augmentation de la production agricole, malgré une chute de celle-ci pendant la réforme agraire.
Entre 1990 et 1995, une importante partie de la population émigre, vers l'Italie et la Grèce puis vers d'autres pays de l'Europe occidentale. Cette émigration induit d'importants transferts monétaires vers l'Albanie, qui représente entre 1991 et 1998 près de 25 % du PIB du pays. 
En 1990, l'industrie représentait 42 % du PIB, elle ne représente plus que 12 % de celui-ci en 1998, alors que la part de la production agricole passe sur la même période de 37 % à 55 %. Toujours en 1998, 85 % du PIB est d'origine privée, notamment des petites entreprises.
Durant cette période, le pays reçoit de l'aide financière d'un certain nombre d'institutions comme la Banque mondiale, le Fonds monétaire international, la Banque européenne pour la reconstruction et le développement et l'Union européenne. L'Union européenne verse ainsi près d'un milliard de dollars sur la période 1991-1993, somme qui représente près de 40 à 50 % du PIB annuel du pays durant cette période,. Le montant de cette aide est moins important les années suivantes. Une aide emblématique de cette période est la distribution alimentaire nommé Pélikan mené par les Nations unies et l'Italie.

### Crises économiques et sociales de 1997 et 1999
Dans les premiers mois de 1997, l'Albanie a été ébranlée par un scandale d'envergure. De nombreuses sociétés pyramidales financières qui avaient été créées dans un cadre peu régulé pour mieux profiter de la libéralisation, se sont toutes effondrées presque simultanément en 1997, privant l'économie de près d'un tiers de l'épargne du pays. Cette crise a induit des troubles sociaux et économiques importantes, avec une récession importante en 1997, de l'ordre de 7 %, contre une croissance de 13,3 % en 1995, une inflation de 42 % en 1997. Plusieurs responsables ont été mis en cause pour avoir couvert ou, du moins, pour ne pas avoir surveillé ces agissements. 
En 1999, la guerre du Kosovo induit une forte émigration de la population du Kosovo vers l'Albanie, de l'ordre de 500 000 personnes, soit près de 15 % de la population de l'Albanie. Cette crise induit la fermeture de certaines frontières, un ralentissement des réformes, un développement de l'activité informelle et criminelle et une perturbation de l'action de l'État sur une partie de son territoire.

### Années 2000 - 2010
Les structures économiques restent fragiles et dépendantes de l’aide extérieure et des transferts de revenus de l’émigration (environ 14 % du PIB). En 2004, le déficit budgétaire représentait 5 % du PIB et la dette publique s’élève à 56 % du PIB. Néanmoins, la productivité s’améliore sensiblement depuis environ une décennie et connaît depuis 2003 une croissance régulière (6 %) dans un contexte d’inflation modérée. Le pays dispose en outre d’une situation géographique favorable à son développement et d’une ouverture sur la mer, d’un large éventail de ressources naturelles et d’un potentiel touristique.
En 2005, l'inflation est estimée à 9 % et la croissance industrielle est à 15 %.
Durant les années 2000 et 2010, l'Albanie est dans un mouvement d'intégration à l'Union européenne et l'Europe occidentale. L'Albanie signe un Accord de stabilisation et d'association en 2006. Le pays intègre l'OTAN en 2009, les ressortissants albanais peuvent entrer dans l'espace Schengen pendant 90 jours sans visa depuis 2010 il devient un candidat reconnue à l'Union européenne en 2014.
En 2017, le PIB par habitant de l'Abanie était d'environ 4 000 euros, En parité de pouvoir d'achat, son PIB par habitant est de l'ordre de 30 % de la moyenne européenne. En 2018, les transferts financières issues de l'émigration représente encore 8 % du PIB.
L'Albanie avait une croissance du PIB de 2,2 % en 2015, 3,4 % en 2016, 3,8 % en 2017, 4,1 % en 2018 et 3 % en 2019,. En 2017, le chômage reste important de l'ordre de 14 % et l'inflation est contenu à 2,1 %.

## Secteur d'activité

### Agriculture

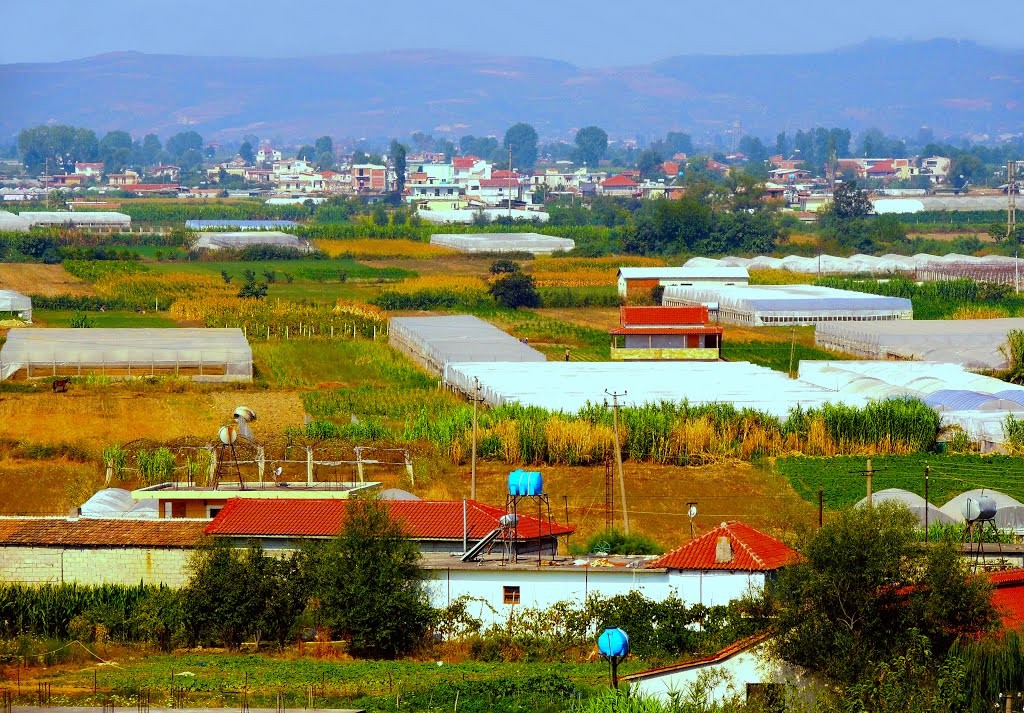
L'agriculture emploie plus de 40 % de la population active. Serres à Goriçan Çlirim près de Berat en 2015.

L’agriculture représente, en 2019, 18,4 % du PIB, en employant 38 % de la population active. Pour ce qui est du secteur primaire, il constitue une grande partie de sa population. En effet, l'Albanie est un pays agricole et 60 % de la population travaille sur les terres. Le secteur secondaire représente 19 % du PIB et 32 % de la population active. Les principales denrées agricoles produites en Albanie sont les céréales, les fruits et légumes, le tabac, l'olivier, la vigne, la betterave et l'élevage,,. 
La structure agraire du pays se caractère par la taille très petite de ses exploitations. En 2010, la superficie moyenne des exploitations agricoles était encore de 1,19 hectare, pour 354 000 exploitations qui chacune est partagée en 4,2 parcelles en moyenne. Cette structure agraire a peu changé depuis la réforme agraire de 1991/1993. Entre 1992 et 2011, la population rurale est passée de 65 % à 46,5 % de la population. Le pays est touché par un abandon des terres agricoles en montagne, en plus d'un exode rural et d'un mitage des terres agricoles par la construction d'habitations en zones périurbaines.

### Secteur secondaire
Le secteur secondaire compte pour 21 % du PIB et représente 19 % de la population active en 2019

### Extraction minière

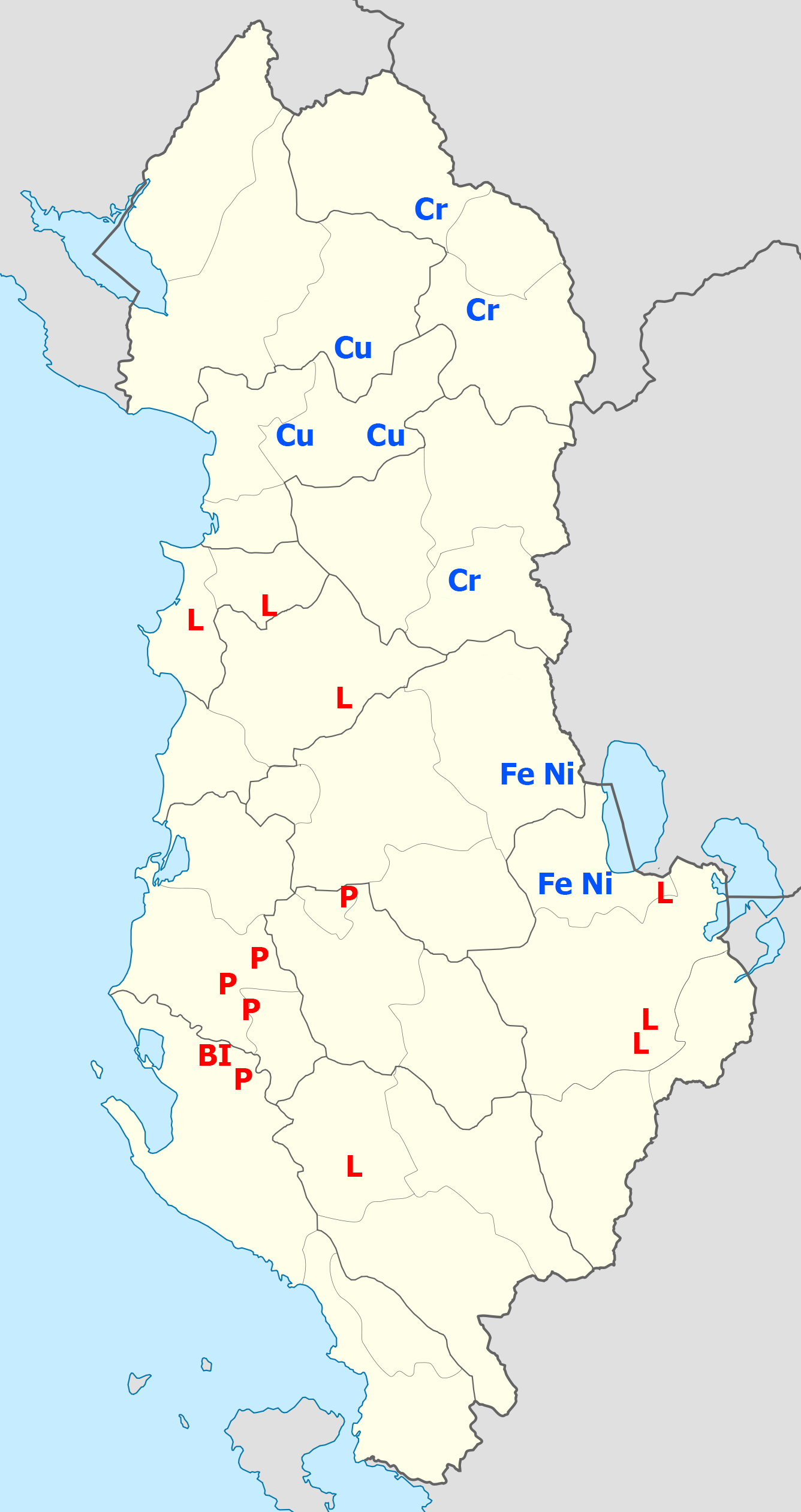
Carte des ressources minières et d'hydrocarbures de l'Albanie.

#### Énergie

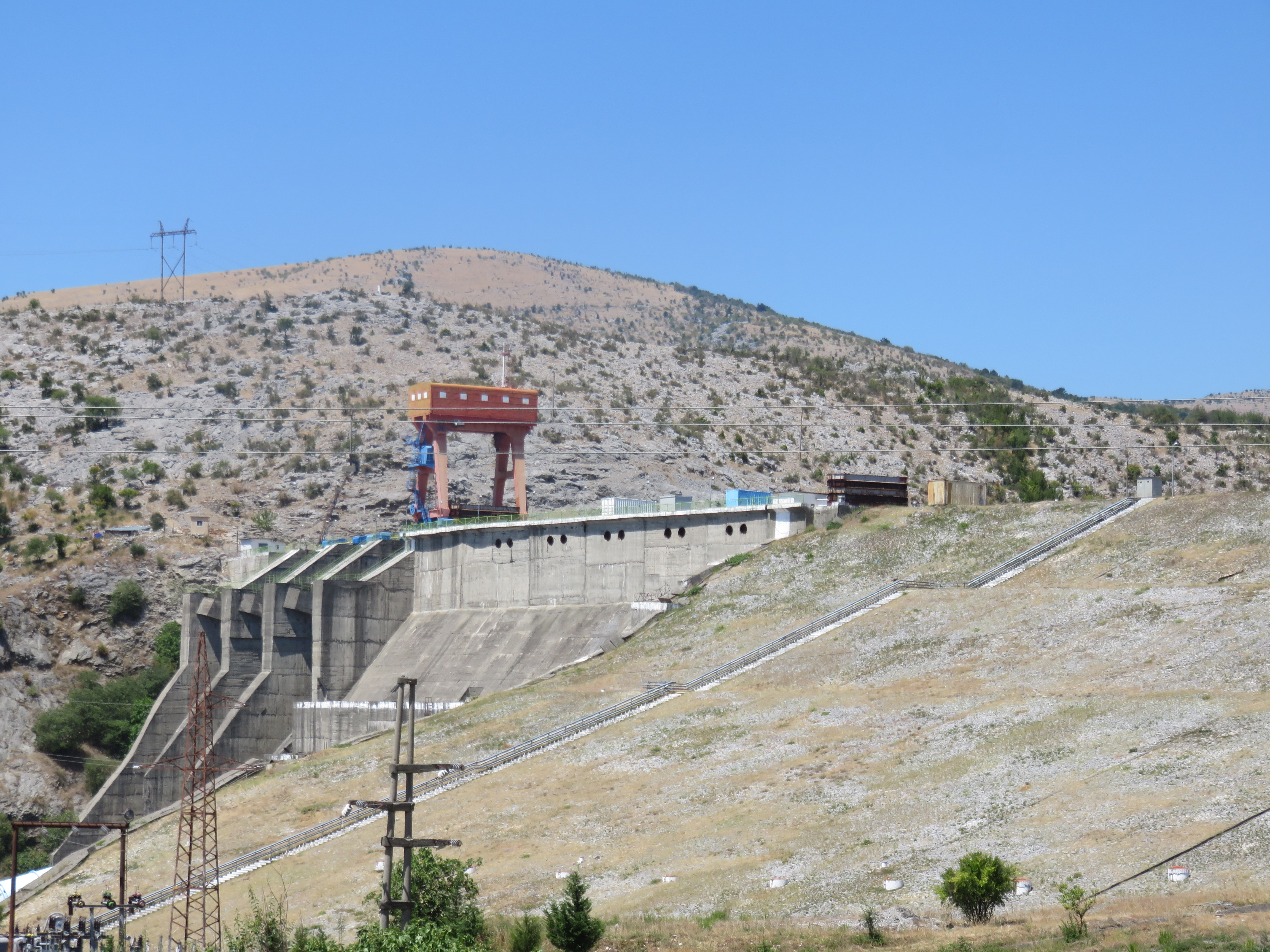
construit en 1973 avec l'aide de la Chine.

L'électricité albanaise est produite à 98 % par les centrales hydroélectriques situées sur le fleuve Drin au nord du pays, ce qui en fait l'une des plus propres d'Europe.
Malgré une consommation moyenne par habitant très basse (l'une des plus faibles en Europe), l'Albanie a des problèmes d'approvisionnement car les 3 centrales hydroélectriques sur le Drin ne sont plus suffisantes pour couvrir les besoins électriques du pays, qui n'a pour l'instant d'autres alternatives que l'importation ou les restrictions.
Le gouvernement albanais prévoit cependant la construction de deux nouvelles centrales hydroélectriques d'une puissance de 200 MW, à Bushat et à Kalivaç, qui devraient suffire à couvrir les besoins nationaux, et devraient même permettre de revendre de l'énergie en surplus par câbles sous-marins à l'Italie et à la Grèce.
La consommation d'hydrocarbures en Albanie est plus élevée que la production, ce qui l'oblige à en importer depuis l'Italie et la Grèce. Jusqu'en 2016, le marché était organisé autour de deux grandes entreprises nationales : Albpetrol qui extrait les hydrocarbures (pétrole et gaz) et délivre les concessions, et Armo qui raffinait et vendait les produits pétroliers (bitumes, diesel, essence, gaz et autres dérivés), avant de faire faillite et d'être remplacée par la Ionian Refining and Trading Company (IRTC).
La production était beaucoup plus élevée pendant l'époque communiste car les entreprises pétrolières occidentales étaient venues s'implanter en Albanie dans les années 1980 lors de la découverte du dernier grand gisement de pétrole dans le pays.

### Secteur tertiaire
Le secteur tertiaire compte pour  48 % du PIB et représente 43% de la population active en 2019.

#### Tourisme
Depuis la fin des années 2010 le tourisme connaît une très forte hausse (passage de 3 à 12 millions de touristes en 5 ans).
Le potentiel touristique du pays est fort et varié: Riviera albanaise pour les plages, sites naturels et archéologiques, villages historiques ou encore musées, le pays propose une multitude de curiosités aux touristes. Ses principaux points d'intérêt étant le Lac d'Ohrid, le village de Berat, les sites archéologiques d'Apollonia et de Butrint et son château ou encore le musée national historique de Tirana. 
Finalement, le secteur tertiaire représente 60 % du PIB et 20 % de la population active. Ce secteur représente les services et le tourisme en Albanie.

#### Secteur financier

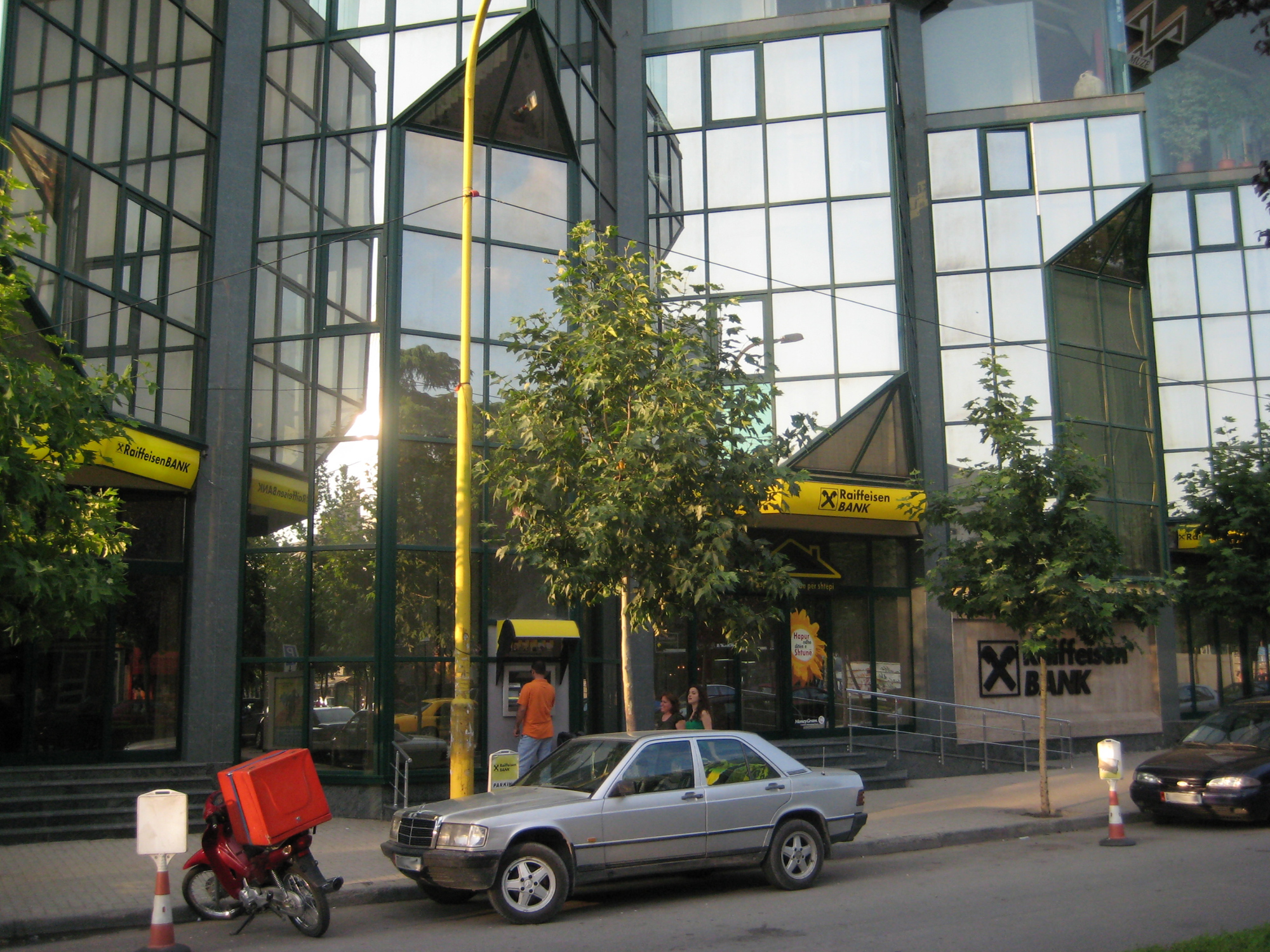
Succursale de la Raiffeisen Bank (Autriche) à Tirana en 2009.

Le secteur financier est largement détenue par des entreprises étrangères. Les principales banques du pays sont la Banka Kombëtare Tregtare et la Raiffeisen Bank.

## Dette et exportations

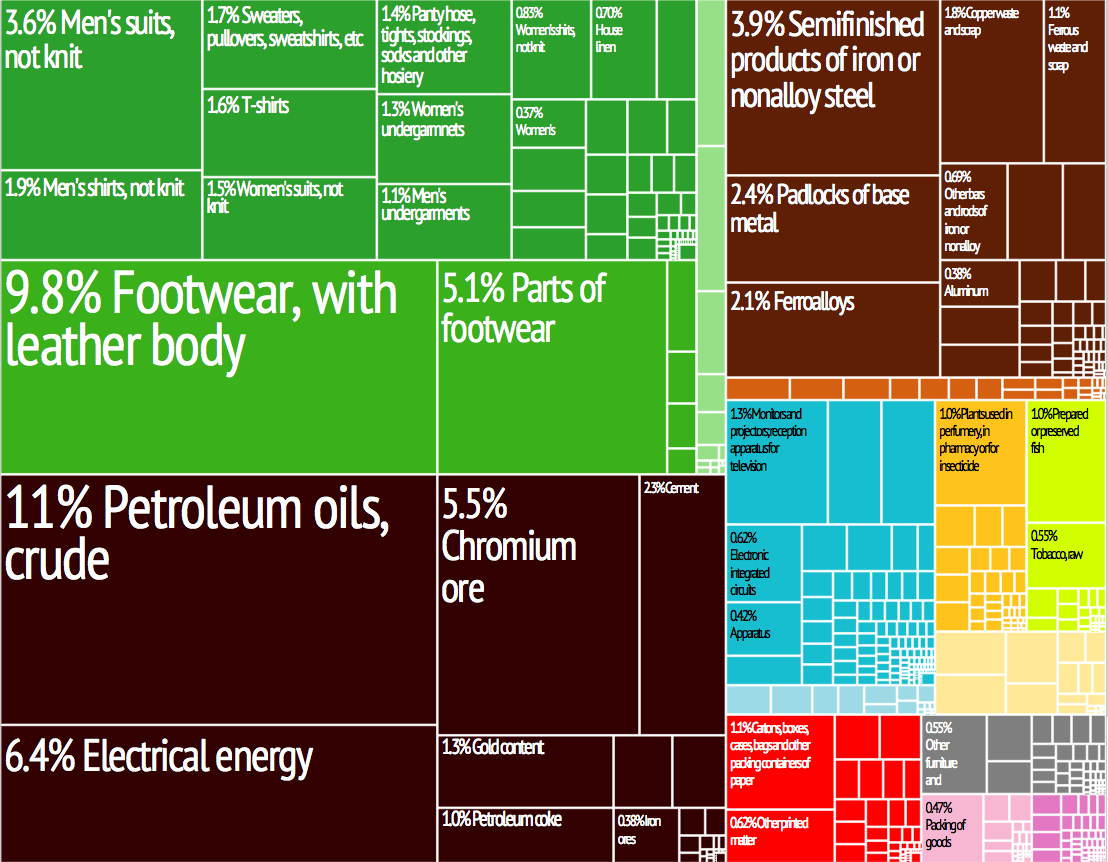
Treemap des exportations de l'Albanie en valeur en 2012.

La dette extérieure de l'Albanie s'élevait à 784 millions de dollars US en 2000. Elle a depuis été réduite de moitié par le FMI.
Les exportations sont faibles (environ 1,8 milliard de dollars US en 2005, surtout des produits agricoles), et les travailleurs émigrés sont les principaux pourvoyeurs de devises. En 2018, les exportations sont principalement des produits textiles, du minerai de chrome. L'Italie représente en 2018, plus de 50 % des exportations du pays, suivi par la Serbie à environ 11%.
Les importations sont principalement les équipements mécaniques, les produits manufacturés, les denrées alimentaires, les textiles et les produits chimiques (environ 2,1 milliards de dollars US en 2005). En 2018, les importations sont principalement des voitures, des produits pétroliers, des produits pharmaceutiques et du cuir. L'Italie reprèsente en 2018, près de 30 % des importations du pays, suivi de la Turquie et de la Chine à environ 8,4 %.